# Аларих (вождь свевов)
Аларих (гот. 𐌰𐌻𐌰𐍂𐌴𐌹𐌺𐍃/Alareiks, лат. Halaricus; «Могущественный король») — вождь придунайских свевов в середине — второй половине V века.

## Биография
Об Аларихе имеется мало сведений. Основным источником о нём является труд готского историка середины VI века Иордана «О происхождении и деяниях гетов».
По-видимому, Аларих происходил из знатного, «королевского» рода. Есть мнение, что он принимал участие в последних походах правителя гуннов Аттилы, но каких-то определенных сведений об этом нет. Вместе с вождями других древнегерманских племён после распада империи гуннов после 454 года проводил политику на образование собственного государства. В это время герулы сохраняли союз с восточно-римским императором Маркианом.
Более определённые данные об Аларихе относятся к 468 году, когда в труде Иордана он уже был называн королём. Свевы Алариха входили в союз с королём придунайских свевов Хунимундом и соседними народами, опасавшимися возраставшей силы остготов. В коалицию, кроме свевов Хунимунда и Алариха, входили сарматы (или языги) королей Бабая и Бевки, остатки скиров во главе с Эдикой и его сыном Гунульфом, руги короля Флаккифея, гепиды и другие племена. Поддержку врагам остготов намеревался оказать и император Византии Лев I Макелла.
В 468 году Аларих, участвуя в антиготской коалиции, потерпел поражение от остготов в битве у Болии. В дальнейшем войска Алариха помогали Одоакру, военачальнику наёмников-варваров в римской армии в захвате власти в Италии в 475 году, в результате чего Одоакра даже называли королём.
Аларих большое внимание уделял укреплению своего королевства, которое больше походило на федерацию. Он сумел покорить свевские племена квадов и маркоманов, осев окончательно в современной Моравии. Смерть Алариха, вероятно, можно датировать 480-ми годами.